# حسین حسینی (نماینده قائنات)
سید حسین حسینی نماینده مردم قاینات در دومین دوره مجلس شورای اسلامی بود.

## زندگی‌نامه
سید حسین حسینی در سال ۱۳۳۰در خانواده ای کشاورز در روستای بزبیشه از توابع شهرستان قائنات به دنیا آمد. وی به علت علاقه وافری که به فراگیری علوم اسلامی داشت در سال ۱۳۴۱ دروس حوزوی را در حوزه‌های علمیه قائن و گناباد آغاز کرد و سپس جهت تکمیل آن به مشهد مهاجرت نمود. وی در جریان اقامت در مشهد و تحصیل در حوزه علمیه با افرادی از جمله علی خامنه‌ای، واعظ طبسی و هاشمی‌نژاد آشنا شد و در کنار آن‌ها به مبارزه علیه حکومت پهلوی مشغول بود.

## مسئولیت‌های اجرایی پس از انقلاب
وی در مناصب متعددی مشغول به کار بوده‌است. به نظر می‌رسد که نمایندگی مردم شهرستان قاینات در دومین دوره مجلس شورای اسلامی، مهم‌ترین آنها باشد. این مناصب عبارتند از:
- عضو کمیته مرکزی انقلاب اسلامی خراسان
- امور روحانیون حزب جمهوری اسلامی مشهد
- دایره عقیدتی سیاسی شهربانی‌های خراسان
- منطقه ۲ گزینش شهربانی کل کشور (خراسان، سمنان)
- هیئت بازسازی ادارات تابعه وزارت کشور در خراسان
- عضو شورای عالی تبلیغات مسجد گوهرشاد
- عضو هیئت انتخاب کننده مدیران و روحانیون حج
- عضو هیئت مؤسس سپاه و عضو شورای فرماندهی سپاه قائن
- مسئول عزل و نصب کمیته‌های انقلاب اسلامی جنوب خراسان
- مسئول کمیته انقلاب اسلامی تربت‌جام و فریمان
- عضو هیئت رئیسه مجمع نمایندگان خراسان در مجلس شورای اسلامی
- مسئول دفتر نمایندگی سازمان تبلیغات اسلامی فرودگاه‌های کشور
- نماینده مردم قائنات در مجلس شورای اسلامی
- امام‌جمعه شاندیز

## مرگ
حسینی در جریان فاجعه منا از دنیا رفت.